# Margry
De Nederlandse tak van de van oorsprong katholieke Franse en Waalse familie Margry is vooral bekend vanwege de bouwmeesters en architectenbureaus die onder die naam vanaf omstreeks 1855 tot heden in Nederland actief zijn of zijn geweest.

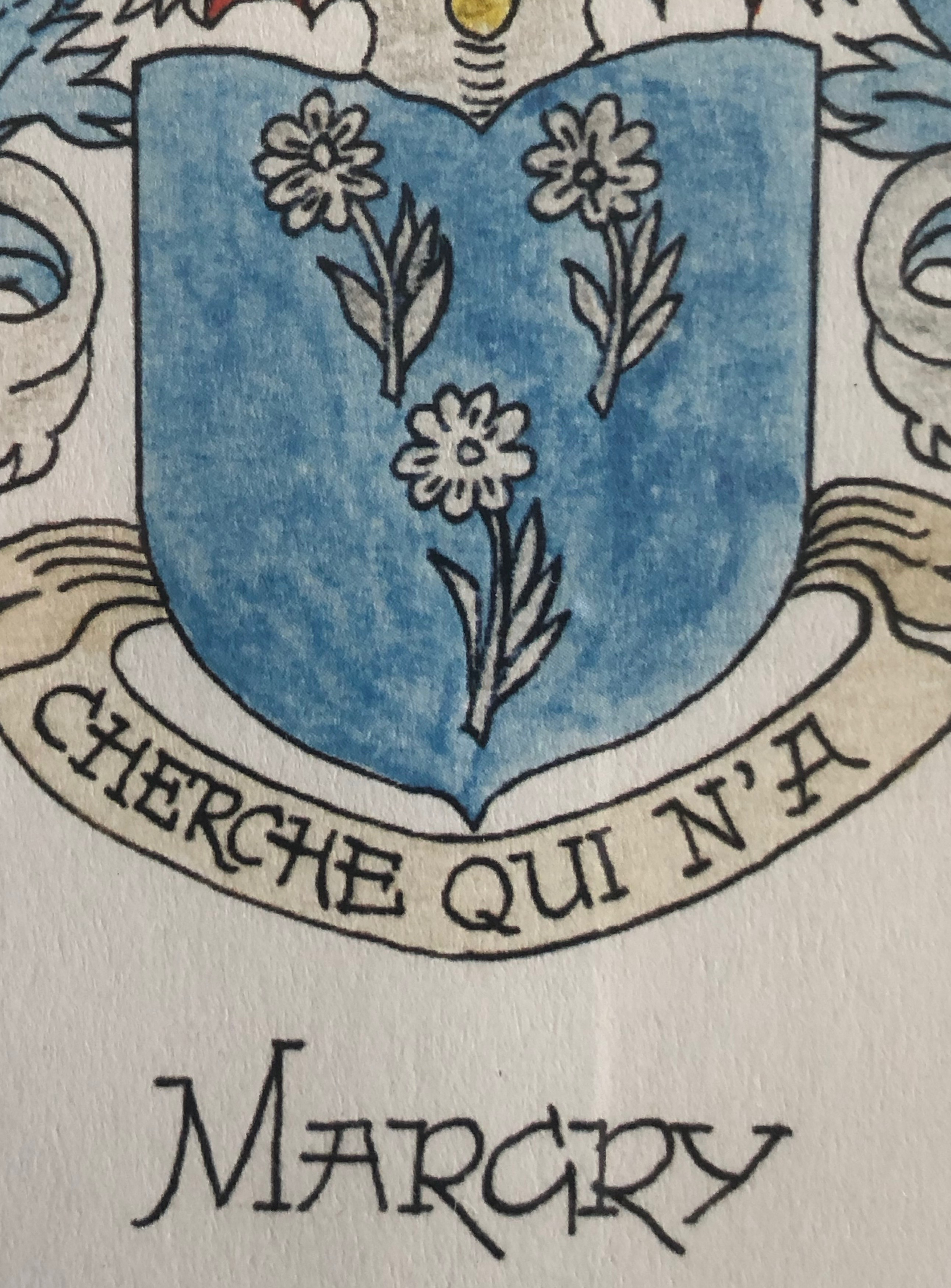
Wapenschild met drie margrieten en het Franstalige devies van de familie Margry

## Architecten

### Jan Margry
De eerste bouwmeester van de familie was Jan F.J. Margry (1834-1858). Hij overleed op 24-jarige leeftijd en er zijn niet meer dan enkele (bekroonde) schetsontwerpen van hem bekend. Hij was een van oprichters van Architectura et Amicitia, het genootschap dat in 1855 in Amsterdam werd opgericht teneinde architecten, beeldhouwers en aanverwante kunstenaars met elkaar te verbinden.

### Evert Margry
Everardus Joannes Margry (1841-1891) richtte als eerste een zelfstandig architectenbureau op. Hij verhuisde daartoe van Amsterdam naar Rotterdam, teneinde daar nieuwe markten aan te boren. Tevoren had hij ervaring opgedaan bij het bureau van de in Amsterdam gevestigde architect Pierre Cuypers. Evert Margry was daar onder meer de opzichter voor de bouw van Cuypers' Sint-Dominicuskerk in Alkmaar.

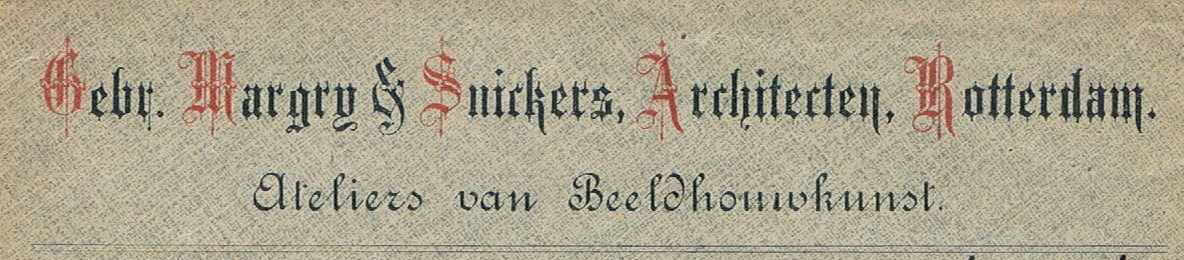
Briefhoofd Bureau Margry & Snickers

### Albert Margry
Everts jongere broer, Albert Margry (1857-1911) kwam in 1880 bij het Rotterdamse bureau werken, tezamen met de geassocieerde architect Josephus Marie Snickers (familie van (aarts)bisschop Petrus Matthias Snickers). Tot aan zijn dood bleef Evert Margry als ontwerper echter bepalend binnen het bureau. De associatie met Jos Snickers, aangegaan ten behoeve van de decoratie en de inrichting van de (kerk)gebouwen en niet voor de architectuur als zodanig, werd in 1908 weer ontbonden. Albert zette daarop het bureau alleen verder voort.

### Jos Margry
Door Alberts plotselinge dood in 1911 werd zijn zoon Jos Margry (1888-1982) gedwongen zijn studie Bouwkunde in Delft af te breken. Hij werd op jonge leeftijd directeur van het architectenbureau en het atelier voor kerkelijke kunst. Het atelier stond in die jaren onder leiding van de kunstschilder Adolf J.H. van Rijen.

### Jan Margry
Jos' oudste zoon Jan (Johannes Petrus Josephus, 1913-2001) ging direct na zijn opleiding bouwkunde aan de TH Delft werken bij de Streekplannendienst Limburg in Maastricht (1940-1942). Van 1941 tot 1944 werkte hij ook in het architectenbureau van vader Jos. In 1944 besloot hij zich in Venray te vestigen om daar, samen met partner Lerou, zich met architectuur en bestemmingsplannen bezig te houden. In 1951 ging hij alleen door. Hij zou in 1954 overstappen naar de Provinciaal Planologische Dienst van Noord-Brabant waar hij al die jaren, tot aan zijn pensioen in 1978, de directeur van was.

### Fons Margry
Fons Margry (Alphons Theodorus Joseph, 1915-1995) heeft van 1935-1940 bouwkunde op de HTS van Rotterdam gevolgd. In 1941 ging hij in het bureau van vader Jos Margry in Rotterdam werken. Van 1953 tot 1973 werd de naam van het bureau vanwege associatie veranderd in Margry & Jacobs en in 1973 weer als 'Architectenbureau Margry, Jacobs, Tuns & Horsting'. In 1980 werd het bureau omgedoopt in MAS. Fons ging toen met pensioen.

### Joost Margry
Joost Margry (Joseph Johannes, 1922–2015)) wilde niet bij zijn vader en broer in het Rotterdamse bureau komen maar besloot voor zich zelf in 1953 in Breda een bureau voor architectuur en stedenbouw te starten, waar hij tot aan het einde van de twintigste eeuw mee verbonden is geweest. Joost Margry is voornamelijk werkzaam geweest in Noord-Brabant en Noord-Limburg. Van hem is in 2013 het gemeentelijk Sportcentrum Breda als rijksmonument van de wederopbouwperiode (1940-1965) aangewezen.

### Bijdragen
In totaal hebben deze bouwmeesters tientallen neogotische, neoromaanse en eclectische kerken, pastorieën, gestichten, ziekenhuizen et cetera gebouwd, voornamelijk in Noord- en Zuid-Holland, Utrecht, Gelderland en Noord-Brabant. Een aantal daarvan is ondertussen verdwenen, gesloopt in vooral het laatste kwart van de twintigste eeuw vanwege de ontkerkelijking, andere zijn juist als rijksmonument aangewezen. In de jaren twintig van de 20e eeuw, onder Jos Margry, werd het neogotische en neoromaanse bouwen meer en meer verlaten en werd ook een modernistische stijl gehanteerd. Jos Margry behoorde tot de eerste wederopbouwarchitecten van het gebombardeerde Rotterdam. Het bombardement betekende tegelijk het verlies van diverse door deze architecten ontworpen gebouwen in het stadsbeeld. Zijn zoons Jan en Joost hebben zich naast architectuur ook intensief met bestemmingsplannen van provincie en gemeenten bezig gehouden.
Evert Margry was daarnaast ook actief als restauratiearchitect van een aantal middeleeuwse monumenten, waaronder de Sint-Lievensmonstertoren te Zierikzee en de Nederlands Hervormde Sint-Nicolaaskerk te Brouwershaven.

### Andere telgen
Verschillende klein- en achterkleinkinderen van Jos Margry zijn ook in de architectuur en/of stedenbouw terechtgekomen.

## Enkele naamdragers
- Jan F.J. Margry (1834-1858), architect
- Evert Margry (1841-1891), architect
- Albert Margry (1857-1911), architect
- Jos Margry (1888-1982), architect
- Jan P.J. Margry (1913-2001), stedenbouwkundige
- Alphons Th.J. Margry (1915-1995), bouwkundige
- Joost J. Margry (1922-2015), architect en stedenbouwkundige
- Jaap Margry (1950), stedenbouwkundige
- Wouter Margry (1953), architect
- Peter Jan Margry (1956), etnoloog / cultuurhistoricus
- Karel Margry (1957), historicus
- Ward Margry (1983), architect
- Fabienne Margry (1992), architect